# دریاچه ژاخسی-ژالغیزتائو
دریاچه ژاخسی-ژالغیزتائو (قزاقی: Жақсы Жалғызтау) یک دریاچه در استان قزاقستان شمالی کشور قزاقستان است.